# Синакхаринтхра
Синакхаринтхра́ — (тайск. ศรีนครินทรา, Синакаринтра) (21 октября 1900 — 18 июля 1995) — Принцесса-Мать Таиланда, мать двух королей Таиланда, Рамы VIII и Рамы IX.
Её звали просто Сангва́н Талапа́т (тайск. สังวาลย์ ตะละภัฏ), в то время как её официальное имя звучит так Сомде́т Пра Синакаринтра́ Боромрачачонани́ (тайск. สมเด็จพระศรีนครินทราบรมราชชนนี). В Таиланде её нежно назвали Сомдейя (тайск. สมเด็จย่า), что значит «Королевская Бабушка», а также Мэй Фа Луанг (тайск. แม่ฟ้าหลวง), «Королевская Мать от Неба», или «Небесная Королевская Мать».
Прах принцессы хранится в бангкокском храме Рачабопит.